# ان‌اچ‌اینداستریز ان‌اچ۹۰
ان‌اچ‌اینداستریز ان‌اچ-۹۰ (به انگلیسی: NHIndustries NH90) نوعی بالگرد نظامی چندمنظورهٔ وزن متوسط است ک در شرکت اروپایی ان‌اچ‌اینداستریز طراحی شده‌است. این بال‌گرد دوموتوره و چهارپره در دو مدل اصلی تولید می‌شود؛ مدل ترابری تاکتیکی (تی‌تی‌اچ TTH) برای نیروی زمینی و نیروی هوایی و مدل بالگرد نگهبان‌ناو ناتو (ان‌اف‌اچ NFH) برای نیروی دریایی، که البته هرکدام زیرمدل‌هایی با تجهیزات، تسلیحات، سنسورها و کابین‌های متفاوتی دارند.
طراحی این بالگرد از سال ۱۹۹۳ به سفارش «مؤسسه مدیریت بالگردهای ناتو» (متشکل از چهار کشور فرانسه، آلمان، ایتالیا و هلند) به عنوان یک هلیکوپتر ترابری نظامی که توانایی انجام عملیات‌های ضدزیردریایی و ضدکشتی را نیز داشته باشد، آغاز شده و اولین پیش‌نمونهٔ آن در سال ۱۹۹۵ پرواز کرد. تحویل این بالگرد از سال ۲۰۰۶ آغاز شده و تا سال ۲۰۱۳ در مجموع ۱۳ کشور ۳۲۹ فروند از این هلیکوپتر را سفارش داده‌اند که تا این سال ۱۶۱ فروند از آن‌ها تحویل شده‌است.
از ابتدا قرار بود هر دو مدل این هواپیما در کارخانه‌های سه شرکت در سه کشور مختلف تولید شوند؛ آگوستاوستلند در ایتالیا، ماریگنان در فرانسه و یوروکوپتر در آلمان. اما بعداً کشورهای شمال اروپا و استرالیا خواستار تولید داخلی این بالگرد شدند و قرار شد تا نمونه‌های مورد نیاز این کشورهای شمال اروپا (فنلاند، سوئد و نروژ) در فنلاند و نمونه‌های مورد نیاز استرالیا و زلاندنو در شهر بریزبن استرالیا تولید شوند.

## انواع

### بالگرد نگهبان‌ناو ناتو

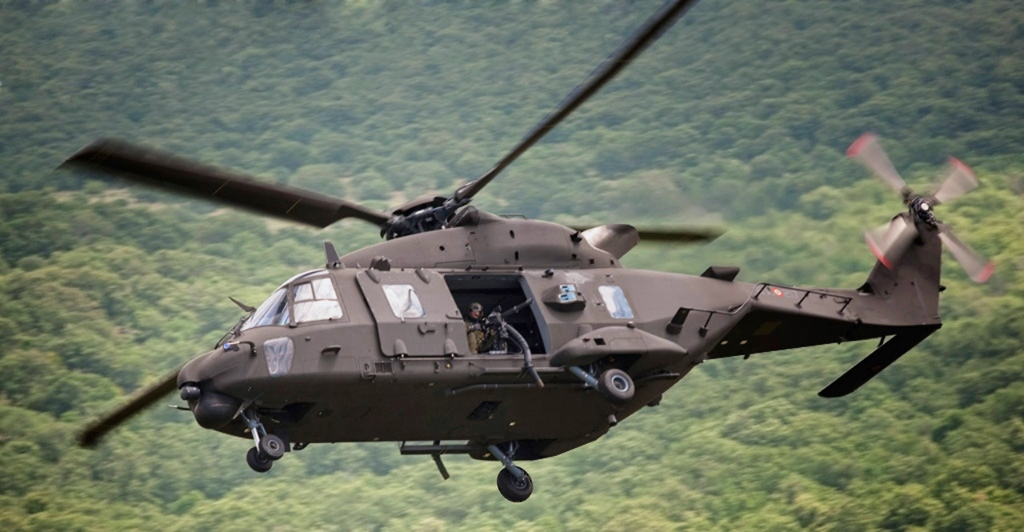
ان‌اچ-۹۰ ارتش ایتالیا. مینی‌گان نصب‌شده در مقابل در هلیکوپتر قابل مشاهده است.

«بالگرد نگهبان‌ناو ناتو» (NATO Frigate Helicopter) با نام مخفف (ان‌اف‌اچ NFH): مدل دریایی این هلیکوپتر است که مأموریت اصلی آن نبرد با زیردریایی‌ها و شناورهای سطحی دشمن در حمایت از شناورهای خودی است. این هلیکوپترها این ماموریت‌ها را معمولاً از روی عرشه کشتی‌ها انجام می‌دهند و قابلیت نشست و برخاست از عرشه ناو را دارند. پروانه اصلی و دیرک دم در این بالگردها قابل جمع شدن است تا برای قرار گرفتن در آشیانه بالگرد ناوها مناسب باشند.
این بالگردها قابلیت انجام عملیات شبانه‌روزی در تمامی شرایط جوی را دارند. ماموریت‌های دیگری چون پشتیبانی از نبردهای هوایی، جستجو و نجات دریایی، و حمل‌ونقل محموله‌ها و سربازان از وظایف جانبی این مدل است. این مدل به سونار برای تشخیص زیردریایی‌های دشمن و یک افسر مسئول سونار و رادار ENR 360 ساخت شرکت فرانسوی تالس مجهز است. فرانسوی‌ها سفارش خود از این مدل بالگرد را به دو زیرمدل مجهزتر جنگی به قیمت ۴۲ میلیون یورو (۵۶ میلیون دلار) و مدل پشتیبانی به قیمت ۳۵٫۳ میلیون یورو (۴۹ میلیون دلار)، بر اساس قیمت سال ۲۰۱۲، تقسیم کرده‌اند.

### بالگرد حمل‌ونقل تاکتیکی
«بالگرد حمل‌ونقل تاکتیکی» (Tactical Transport Helicopter) با نام مخفف (تی‌تی‌اچ TTH): وظیفه اصلی این بالگرد حمل‌ونقل سربازان و محموله‌های جنگی است. این بالگرد قدرت جابجایی ۲۰ سرباز با تجهیزات کامل یا حمل بیش از ۲۵۰۰ کیلوگرم بار در داخل کابین را دارد. انجام عملیات‌های هلی‌برن، جابجایی مجروحان (گنجایش ۱۲ برانکارد)، جنگ الکترونیک، حمل‌ونقل ویژه (VIP)، آموزش‌های هوایی، فرماندهی هوابرد و ماموریت‌های جستجو و نجات از دیگر قابلیت‌های این هلیکوپترهاست.

## کاربران
استرالیا

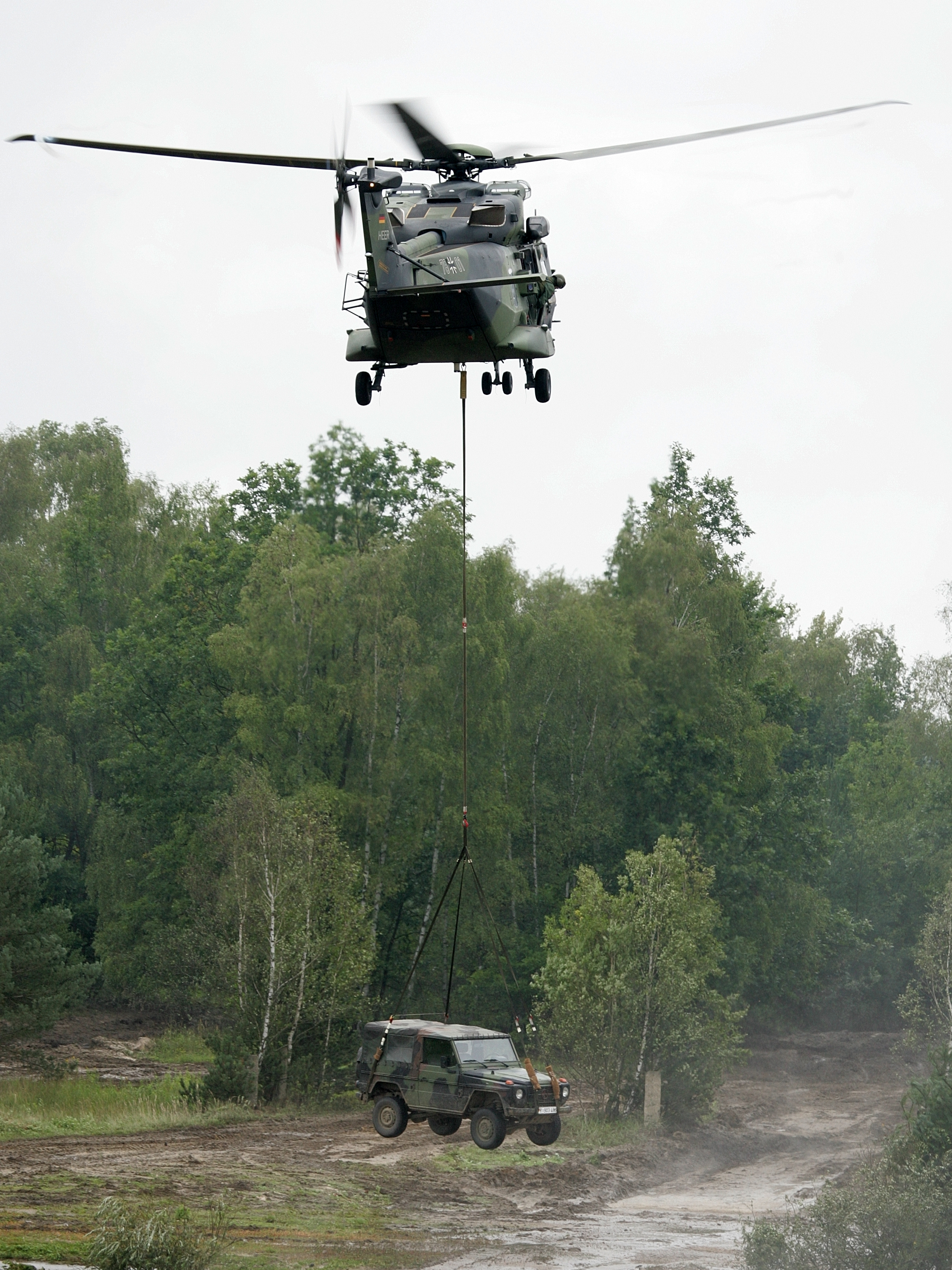
ان‌اچ-۹۰ در حال لیفت خودرو ولف ارتش آلمان

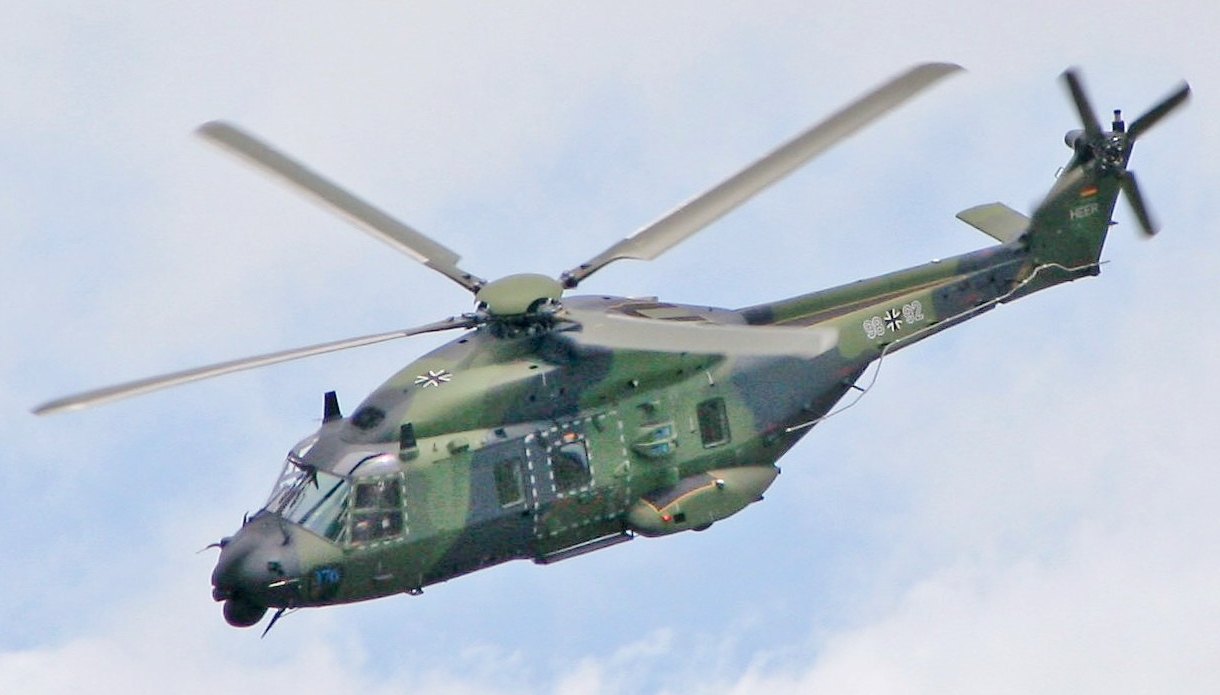
ان‌اچ-۹۰ ارتش آلمان

- نیروی زمینی و نیروی دریایی، ۴۶ فروند. ابتدا ۱۲ فروند در سال ۲۰۰۵ برای جایگزینی بالگردهای یواچ-۱ ایروکوای سفارش داده شده و یک سال بعد ۳۴ فروند دیگر برای جایگزینی یواچ-۶۰ بلک‌هاوک و وستلند سی کینگ سفارش داده شد. در سال ۲۰۱۱ رقابتی بین این بالگرد و سیکورسکی اس‌اچ-۶۰ سی‌هاوک برای جایگزینی اس-۷۰بی‌های نیروی دریایی استرالیا هم برگزار شد که بالگرد سیکورسکی برنده این رقابت شد.

 بلژیک
- نیروی هوایی، ۸ فروند

 فنلاند
- نیروی زمینی، ۲۰ فروند برای جایگزینی بالگردهای روسی میل-۸

 فرانسه
- نیروی زمینی و نیروی دریایی، ۶۱ فروند

 آلمان
- نیروی زمینی و نیروی دریایی، ۸۲ فروند. در نیروی دریایی جایگزین بالگردهای انگلیسی وستلند لینکس خواهند شد.

 یونان
- نیروی زمینی، ۲۰ فروند با امکان افزایش تا ۳۴ فروند

 ایتالیا
- نیروی زمینی و نیروی دریایی، ۱۱۷ فروند. ۵۸ فروند برای نیروی زمینی و ۵۶ فروند برای نیروی دریایی

 هلند
- نیروی هوایی، ۲۰ فروند

 نیوزیلند
- نیروی هوایی، ۸ فروند برای جایگزینی بالگردهای یواچ-۱ ایروکوای

 نروژ
- نیروی هوایی و دریایی، ۱۴ فروند. برای جایگزینی بالگردهای انگلیسی وستلند لینکس.

 عمان
- نیروی هوایی، ۲۰ فروند

 اسپانیا
- نیروی زمینی، ۳۸ فروند

 سوئد
- سپاه بالگردها، ۱۸ فروند

## سفارش‌های لغوشده
- پرتغال: پرتغال پنجمین کشوری بود که در سال ۲۰۰۱ به این پروژه پیوست و ده فروند از مدل ترابری آن را برای هوانیروز خود سفارش داد اما در سال ۲۰۱۲ به دلیل بحران مالی در این کشور با وجود صرف حدود ۸۷ میلیون یورو هزینه در مراحل طراحی این بالگرد، پرتغال از پروژه خارج شده و سفارش خود را لغو کرد.
- عربستان سعودی: در سال ۲۰۰۶ دولت عربستان سفارش خرید ۶۴ فروند بالگرد ان‌اچ-۹۰ را داده بود اما یک سال بعد نظر خود را تغییر داده و به جای آن ۱۵۰ فروند از بالگردهای روسی میل-۳۵ (بالگرد جنگنده) و میل-۱۷ (ترابری و چندمنظوره) را سفارش داد.[۴]